# Samuel Walker
Samuel Joseph Walker (Bangkok, 19 febbraio 1995) è un pallavolista australiano.
Gioca nel ruolo di schiacciatore nel Qatar SC.

## Carriera

### Club
La carriera professionistica di Samuel Walker inizia nella stagione 2013-14 quando esordisce nella squadra svedese del Linköpings, in Elitserien.
Nella stagione 2014-15 si trasferisce in Italia per giocare nel Corigliano Volley, in Serie A2, mentre nell'annata successiva è all'ACH Volley, nella 1. DOL slovena, con cui vince la Middle European League e lo scudetto.
Nella stagione 2016-17 veste la maglia del club belga dell'Aalst, in Liga A. Ritorna in patria per disputare la stagione 2017 con il Canberra Heat, militante in Australian Volleyball League.
Per la stagione 2017-18 si accasa al Duo di Tartu, in Eesti Meistrivõistlused: resta legato alla squadra estone per due annate, conquistando la Baltic Volleyball League 2018-19.
Nella stagione 2019-20 viene ingaggiato dal Qatar SC, in Qatar Volleyball League.

### Nazionale
Debutta nella nazionale australiana nel 2014. Nel 2019 conquista la medaglia d'argento al campionato asiatico e oceaniano, dove viene premiato come miglior schiacciatore.

## Palmarès

### Club
- Campionato sloveno: 1

2015-16
- Middle European League: 1

2015-16
- Baltic Volleyball League: 1

2018-19

### Premi individuali
- 2019 - Campionato asiatico e oceaniano: Miglior schiacciatore